# Apostolisches Schreiben zum Jahr des geweihten Lebens

Wappen des Papstes Franziskus

Mit dem Apostolischen Schreiben zum Jahr des geweihten Lebens rief Papst Franziskus ein Jahr des geweihten Lebens aus. Das Schreiben wurde am 21. November 2014 veröffentlicht und trägt keinen sonst üblichen Titel, der Papst wandte sich mit diesem Aufruf direkt an die „Lieben Frauen und Männer geweihten Lebens“ und bringt zum Ausdruck, dass er ihnen als ihr Bruder, der wie sie Gott geweiht ist, schreibt.

## Hintergrund
Der Leitgedanke zum „Jahr der Orden“ lautet: 

„Ich wollte euch ein Wort mitgeben und dieses Wort ist Freude. Überall, wo es Gott geweihte Menschen gibt, herrscht immer Freude!“

Das fünfzigjährige Jubiläum der Dogmatischen Konstitution Lumen gentium (21. November 1964) und des Dekretes Perfectae caritatis (Über die zeitgemäße Erneuerung des Ordenslebens vom 28. Oktober 1965) nahmen viele Ordensgemeinschaften und die Kongregation für die Institute geweihten Lebens und für die Gesellschaften apostolischen Lebens zum Anlass an den Papst den Wunsch heranzutragen ein „Jahr des geweihten Lebens“ auszurufen. In beiden zuvor genannten Dokumenten wird die Situation der Ordensleute behandelt und über die zeitgemäße Erneuerung des Ordenslebens  reflektiert. Die Ordenskongregation veröffentlichte hierzu am 2. Februar 2014 das Schreiben „Freut euch“, es fasst die Lehren der Päpste zu den Ordensgemeinschaften zusammen und möchte für die bevorstehende Einladung gemeinsame Gedanken entwickeln:

„Dieser Rundbrief ist in der vorstehenden Einladung begründet und möchte eine gemeinsame Reflexion anstoßen, sich schlicht als Mittel anbietend, einen ehrlichen Vergleich zwischen Evangelium und Leben anzustellen. Die Kongregation hofft, auf dem Weg hin zum Jahr 2015, dem Jahr des geweihten Lebens, einen gemeinsamen Weg der Reflexion zu starten – auf persönlicher, geschwisterlicher und institutioneller Ebene – mit dem Ziel, evangeliumsgemäße Entscheidungen zu wagen…“

Der Papst folgte mit seinem Apostolischen Schreiben diesem Wunsch und erklärte: 

„…habe ich mich entsprechend dem Wunsch vieler von euch wie auch der Kongregation für die Institute geweihten Lebens und für die Gesellschaften apostolischen Lebens entschlossen, ein Jahr des geweihten Lebens auszurufen. Es wird am kommenden 30. November, dem ersten Adventssonntag, beginnen und mit dem Fest der Darstellung Jesu im Tempel am 2. Februar 2016 enden.“

## Inhaltsangabe
Franziskus lehnt sich im ersten Teil des Schreibens mit den Zielvorgaben an das Nachsynodale Apostolische Schreiben Vita consecrate von Papst Johannes Paul II. (1978–2005) an und fordert die Gemeinschaften auf „sich ihrer Anfänge und ihrer geschichtlichen Entwicklung zu erinnern“. Er fordert zur Leidenschaft auf und bittet um ein aufmerksames Hinhören. Seine Erwartungshaltung an die Ordensgemeinschaften, die er im zweiten Teil darlegt, hatte er bereits in seinem Apostolischen Schreiben Evangelii gaudium (24. November 2013)  zum Ausdruck gebracht und wiederholt einige dieser Erwartungen. Insbesondere möchte er, dass von den Ordensleuten nicht nur eine „evangeliumsgemäße Radikalität“ verlangt werde, sondern dass sie darüber hinaus „Propheten seien, die Zeugnis geben, wie Jesus auf dieser Erde gelebt hat.“  In seiner Exhortatio betonte er unter anderem ausdrücklich, „dass Kritiksucht, Tratsch, Neid, Eifersucht, Antagonismen Haltungen (Widerstreit), in euren Häusern nichts verloren haben“. Im dritten Teil seines Schreibens hebt er die Bedeutung der Laien und charismatischen Familien hervor und ermutigt diese zur weiteren Mitarbeit. Darüber hinaus unterstreicht er die Bedeutung für die gesamte Kirche und verweist in diesem Zusammenhang auf die heiligen Benedikt von Nursia (um 480 – 547), Basilius der Große (um 330 – 379), Augustinus von Hippo (354 – 430), Ignatius von Loyola (1491–1556), Vinzenz von Paul (1581–1660) und Johannes Bosco (1815–1888) sowie die heiligen Teresa von Ávila (1515–1582), Angela Merici (1474–1540)  und Teresa von Kalkutta (1910–1997), die in besonderem Maße das Evangelium verkündet hätten. Zum Abschluss schreibt er: 

„Schließlich wende ich mich in besonderer Weise an meine Mitbrüder im Bischofsamt. Möge dieses Jahr eine Gelegenheit sein, das geweihte Leben von Herzen und mit Freuden aufzunehmen als ein geistliches Kapital, das reiche Hilfen bietet zum Besten des ganzen Leibes Christi  und nicht nur zu dem der Ordensfamilien (vgl. Lumen gentium, 43). » Das geweihte Leben ist ein Geschenk an die Kirche, es entsteht in der Kirche, wächst in der Kirche und ist ganz und gar auf die Kirche hin ausgerichtet «… Als Geschenk an die Kirche ist es darum keine isolierte Randerscheinung, sondern ist ihr zuinnerst verbunden…In diesem Zusammenhang lade ich euch Hirten der Teilkirchen ein, mit besonderem Eifer die verschiedenen Charismen – sowohl die historischen als auch die neuen – in euren Gemeinschaften zu fördern, indem ihr sie unterstützt, anregt, bei der Unterscheidung helft; indem ihr in Situationen des Leidens und der Schwäche, in denen manch geweihte Person sich befinden kann, zärtlich liebevolle Nähe zeigt und vor allem indem ihr mit eurer Verkündigung das Volk Gottes über den Wert des geweihten Lebens aufklärt, so dass ihr dessen Schönheit und Heiligkeit in der Kirche erstrahlen lasst.“